# 驅魔使者
是2019年上映的韓國恐怖動作片，由《青年警察》的導演金周煥執導，朴叙俊、安聖基、禹棹奐主演，2019年7月31日在韓國上映。

## 劇情概要
故事講述朴龍厚（朴敘俊 飾）年幼時，父親遇上意外而重傷。龍厚在一位天主教神父指點下努力為父親祈禱，卻未能阻止他離世，自此對上帝感到憤懣。
龍厚長大後，成為MMA格鬥冠軍，一直所向無敵。某日手心間突然出現無法癒合的傷痕。在現代醫學束手無策的情況下，依巫堂的指引尋求安神父（安聖基 飾）的幫助；更偶然發現手心「聖痕」的驅魔能力。於是龍厚開始與安神父合作，成為驅魔使者，對抗四周使人附魔黑主教（禹棹奐 飾）。

## 演員陣容

### 主要人物
- 朴敘俊（少年：李燦裕） 飾演 朴龍厚
- 安聖基 飾演 安神父
- 禹棹煥 飾演 智信

### 其他人物
- 朴智賢 飾演 秀珍
- 鄭智勳 飾演 浩石
- 李勝熙 飾演 男子
- 沈熙燮 飾演 金神父
- 金詩恩（朝鲜语：김시은 (1987년)） 飾演 德雷莎
- 金善敏 飾演 安吉拉
- 鄭義順 飾演 維羅妮卡
- 金範洙（朝鲜语：김범수 (배우)） 飾演 範洙
- 朴在洪（朝鲜语：박재홍 (배우)） 飾演 善浩
- 車時元 飾演 大煥
- 刘庆秀 飾演 醫生
- 徐正妍 飾演 秀珍的母親
- 趙恩亨（朝鲜语：조은형） 飾演 龍珍
- 李正賢 飾演 振
- 朴智烈 飾演 烈
- 申敏鎬 飾演 敏
- 金鐘完 飾演 完／影子
- 李雪 飾演 雪
- 崔洪日（朝鲜语：최홍일） 飾演 教區廳長
- 趙泰寬 飾演 凱文·金，掮客。
- 洪勝範 飾演 過去的黑色主教
- 金禮志 飾演 過去的信徒
- 鄭多恩（朝鲜语：정다은 (2001년)） 飾演 恩英
- 裴賢聖 飾演 賢聖
- 張世娥（朝鲜语：장세아） 飾演 巴比倫俱樂部女客
- 尹在仁（朝鲜语：윤재인） 飾演 廣播電台主播
- 劉浩瀚（朝鲜语：유호한） 飾演 秀珍的父親

### 特別出演
- 李承俊 飾演 朴志雄，警司，朴龍厚的父親。
- 崔宇植 飾演 崔燦移，神父，一開始安神父的助手。
- 朴真珠 飾演 中國餐館外送員

## 獎項榮譽
| 年份   | 頒獎禮                      | 獎項                   | 入圍者 | 結果 |
| ------ | --------------------------- | ---------------------- | ------ | ---- |
| 2020年 | 第2屆韓國大田視覺藝術頒獎禮 | 年度VFX獎 評審團特別獎 | 徐炳哲 | 獲獎 |
| 2021年 | 第40屆韓國黃金攝影獎        | 最佳新人男演員         | 禹棹煥 | 獲獎 |

## 外部連結
- Daum上《驅魔使者》的資料

- 韩国电影数据库（KMDb）上《驅魔使者》的資料
- 互联网电影数据库（IMDb）上《驅魔使者》的资料（英文）
- Yahoo奇摩電影上《驅魔使者》的資料（繁體中文）
- 開眼電影網上《驅魔使者》的資料（繁體中文）
- 豆瓣电影上《阴曹使者》的資料 （简体中文）
- AllMovie上《驅魔使者》的资料（英文）
- 爛番茄上《驅魔使者》的資料（英文）